# Autophila plattneri
Autophila plattneri är en fjärilsart som beskrevs av Charles Boursin 1955. Autophila plattneri ingår i släktet Autophila och familjen nattflyn. Inga underarter finns listade i Catalogue of Life.